# Dardżyling
Dardżyling (ang. Darjiling, dawniej stosowano zapis Darjeeling; beng. দার্জিলিং; hindi दार्जिलिंग, trl. Dārjiliṁg, trb. Dardźiling; nep. दार्जलिङ) – miasto w północno-wschodnich Indiach, w stanie Bengal Zachodni w Himalajach, położone na wysokości 2140 m n.p.m., stolica dystryktu o tej samej nazwie.
Miasto jest uzdrowiskiem klimatycznym, ośrodkiem turystycznym i punktem wyjścia dla wypraw himalaistycznych, słynie też z uprawy i przetwórstwa herbaty (herbata Darjeeling). Od 1962 roku posiada uniwersytet. Atrakcjami turystycznymi są muzeum owadów i ogród botaniczny. Wąskotorowa linia kolejowa łączy je z miastem Śiliguri. Himalajska kolej w Dardżyling od 1999 znajduje się na Liście światowego dziedzictwa UNESCO. W czasach panowania Brytyjczyków, ze względu na warunki klimatyczne, w mieście powstawały rezydencje letnie Anglików uciekających od upału w innych regionach Indii.
Miasto Dardżyling znane jest też dzięki Matce Teresie z Kalkuty, która 10 września 1946 roku podróżując z Kalkuty do klasztoru w Dardżyling na coroczne rekolekcje, usłyszała „powołanie w powołaniu” – wezwanie, by opuścić klasztor i założyć nowe zgromadzenie, oddane pomocy najbiedniejszym z biednych.

## Demografia
Miasto Dardżyling, według spisu statystycznego z 2011 r. liczyło 118 805 mieszkańców, 59 187 mężczyzn i 59 618 kobiet. Na 1000 mężczyzn przypadało 1007 kobiet, co jest wartością wyższą od średniej dla całego stanu, gdzie na 1000 mężczyzn przypadało 950 kobiet. Dzieci w wieku 0-6 lat stanowiły 6,24% (jednak w tej grupie wiekowej na 1000 chłopców przypadało 946 dziewczynek). Analfabetami było 6,15% społeczności miasta (w całym stanie było to 23,74% ludności), 3,59% mężczyzn i 8,69% kobiet.
Według spisu powszechnego z 2011 r. 66,51% ludności, wyznaje hinduizm. Na drugim miejscu jest buddyzm, który wyznaje 23,91% ludności. Kolejne grupy wyznaniowe to: chrześcijanie – 5,13%, muzułmanie – 3,94%, wyznawcy dźinizmu – 0,21% i sikhowie – 0,08%.

## Dardżyling w kulturze
- Pociąg do Darjeeling

## Osobistości
- Erick Avari, indyjski aktor
- Lawrence Durrell, pisarz angielski, uczęszczał do tutejszej szkoły
- Vivien Leigh, urodzona tu brytyjska aktorka
- Tenzing Norgay, himalaista nepalski, Szerpa
- Jamling Tenzing Norgay, syn Tenzinga Norgaya
- Lawrence Picachy, arcybiskup